# Кабалирос
Кабалиро́с (фр. Cabaliros) — гора во французских Пиренеях, в департаменте Верхние Пиренеи (фр. Hautes Pyrénées). Имеет пологую вершину, на которой установлен ориентир. Оттуда открывается вид на многие известные пиренейские вершины в радиусе 30 км. В частности, в хорошую погоду можно увидеть Пик дю Миди д'Оссо, Палас, Балайту, Монне, Виньмаль, Ардиден, Пик Лон и Неувьей.

## Маршруты
Взойти на Кабалирос можно по двум основным маршрутам. Первый идёт из деревни Сирэкс (фр. Sireix), поднимается на плато Тюкуа, проходит мимо пиков Тюкуа, пастушьей хижины у подножия Арайе и, через гору Сум-дю-Лат-Дессю. Второй маршрут начинается возле курортного города Котре (фр. Cauterets), проходит через деревню Катарраб (фр. Catarrabes), лес д’Аумед (фр. Bois d'Aümède) и перевал Контант (фр. Col de Contente). Для обоих маршрутов можно пользоваться картой IGN 1647 OT TOP 25 Vignemale.

## Фотогалерея

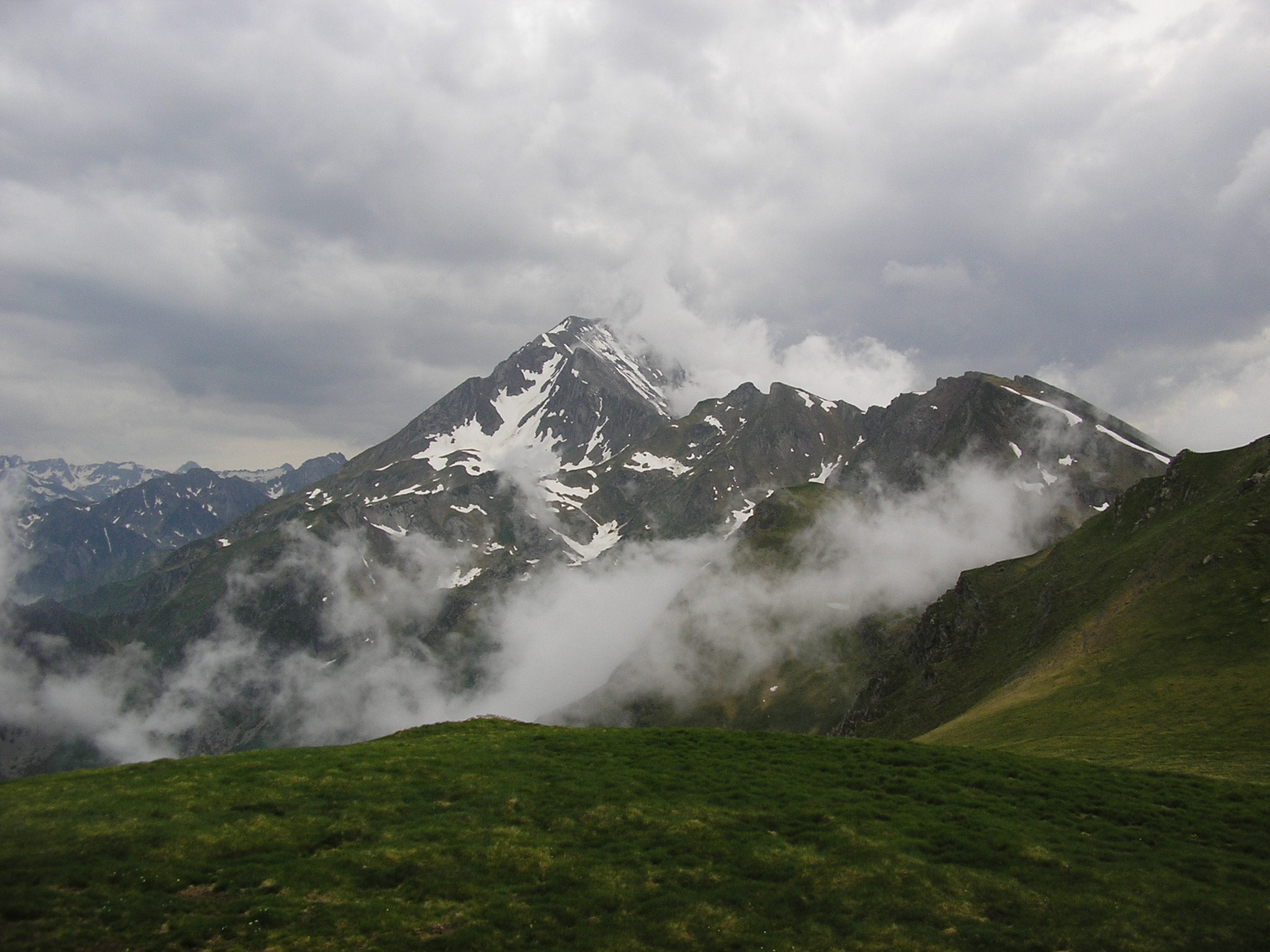
Вид на Пик Монне с южного склона Кабалироса
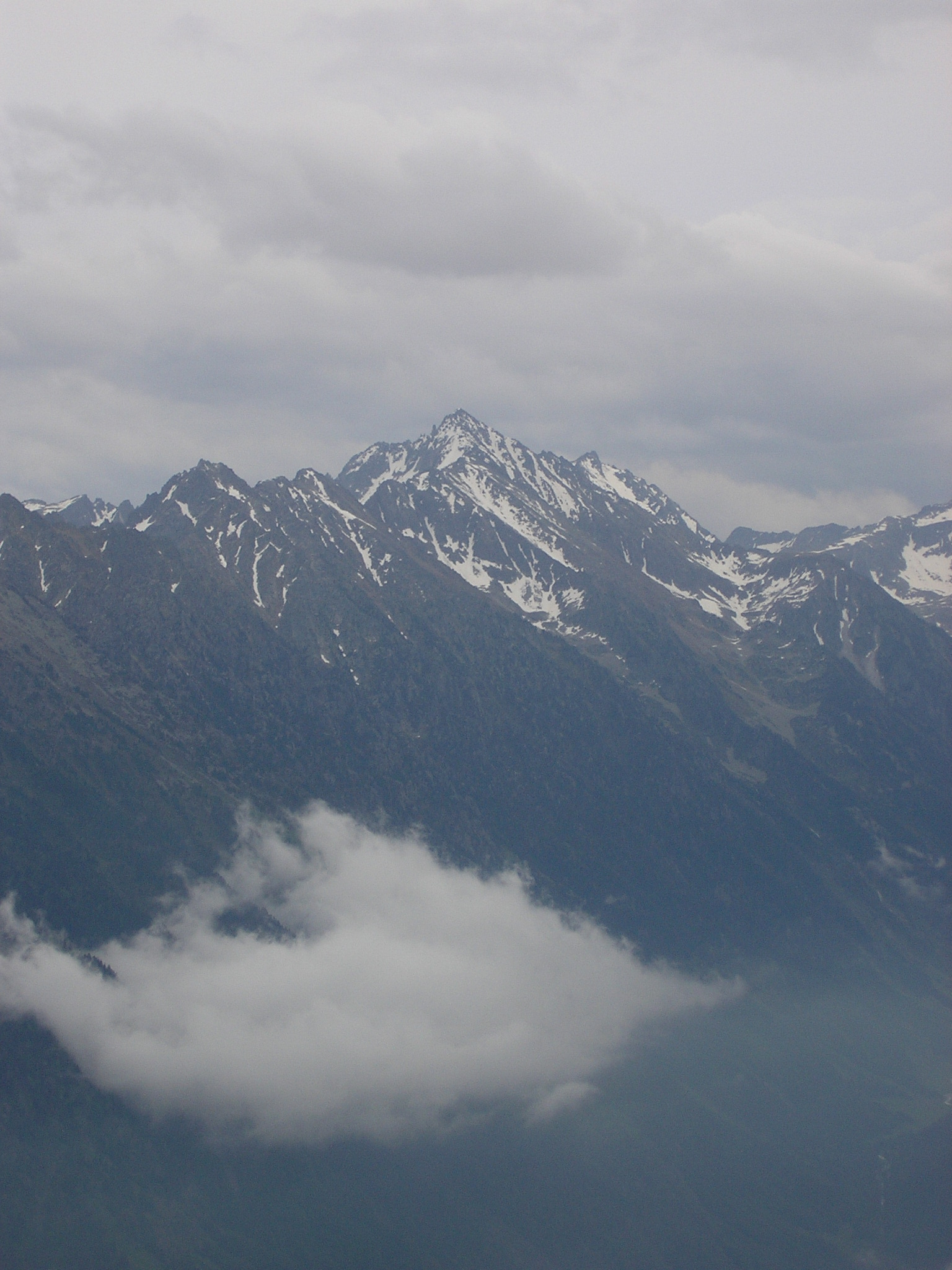
Вид с вершины на пик Ардиден
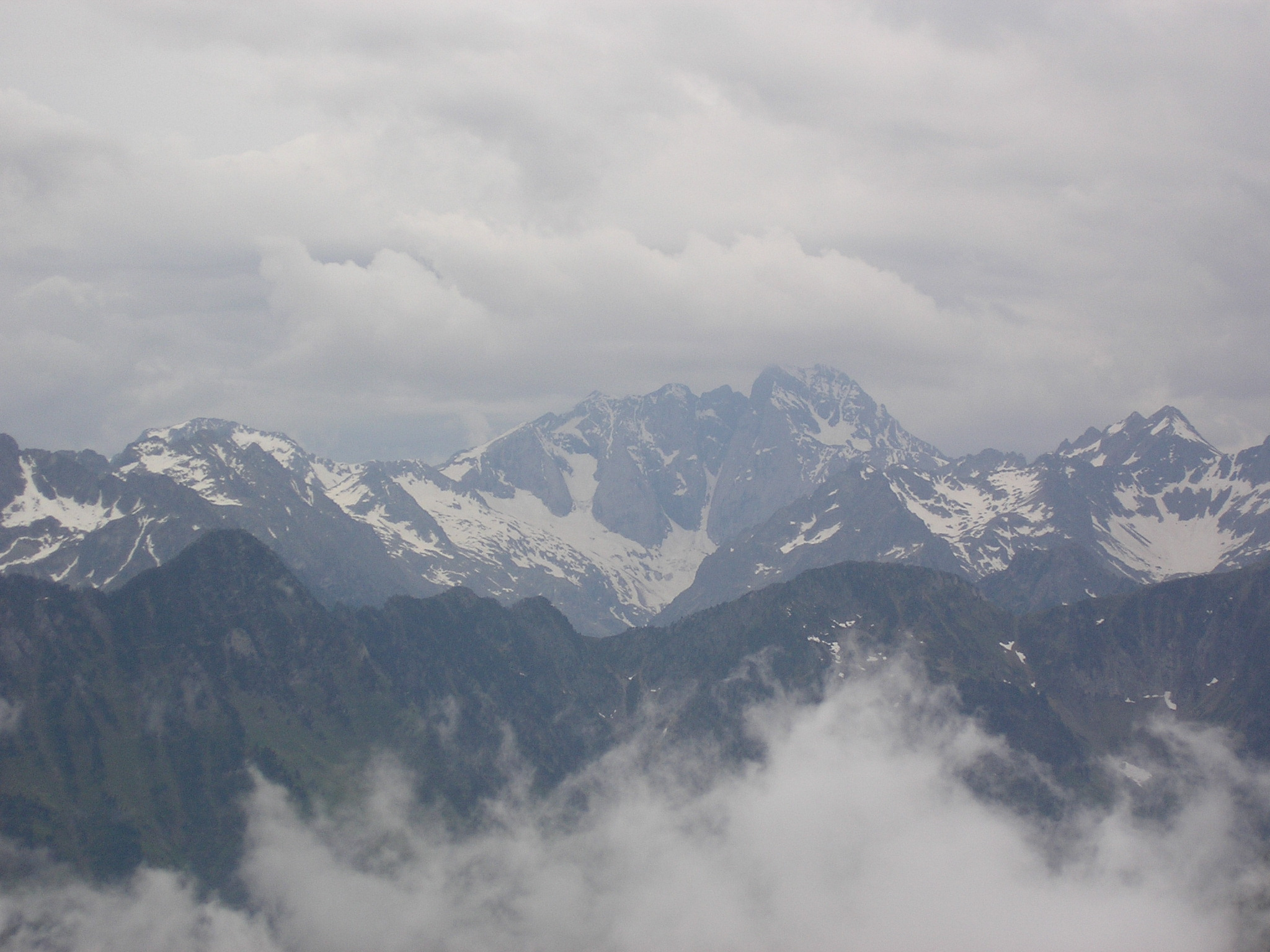
Вид на пик Виньмаль